# Bokenäset

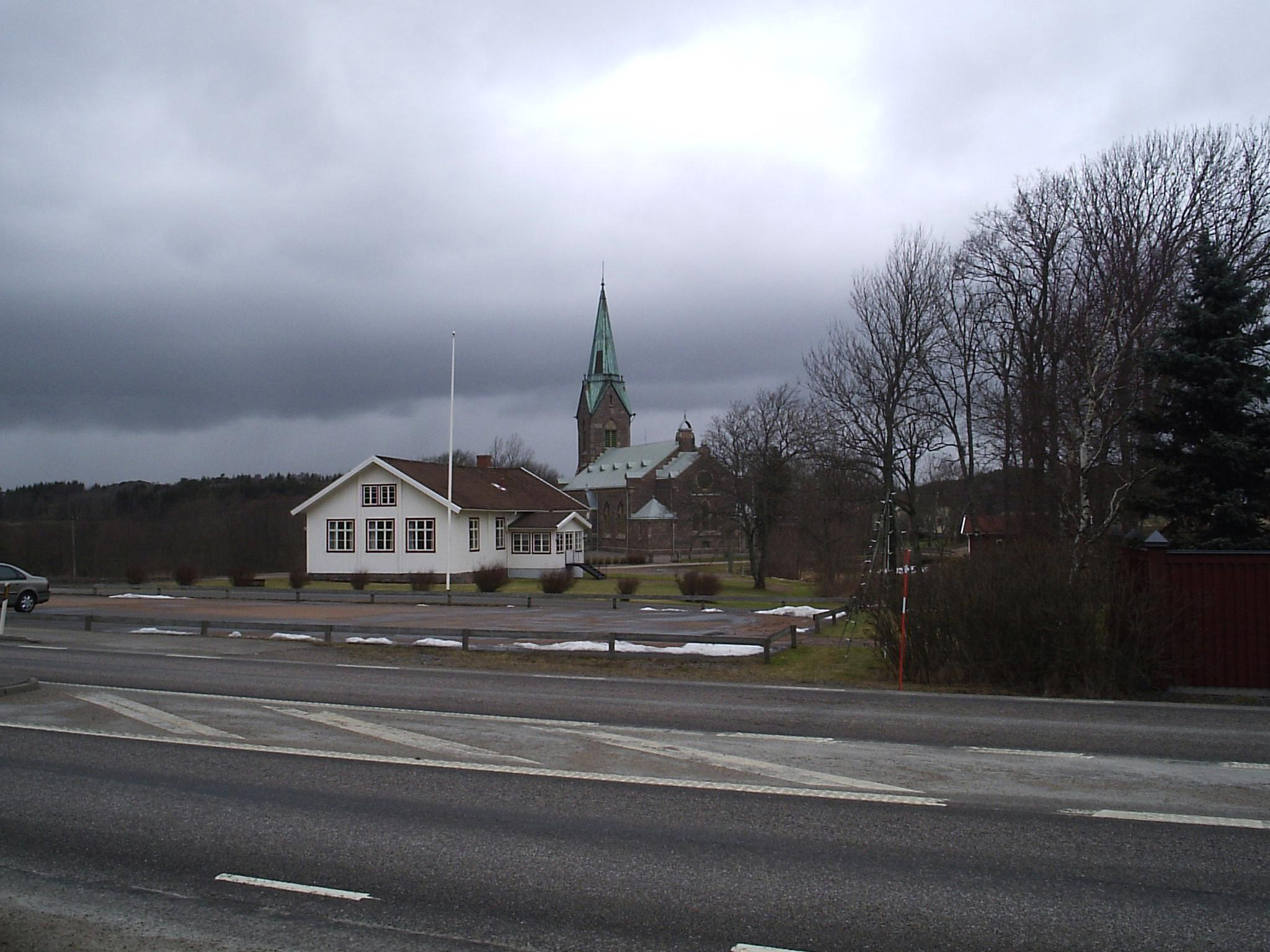
Bokenäs nya kyrka.

Bokenäset är det näs som utgör den västra delen av Uddevalla kommun. På näset finns Bokenäsets församling som har bidragit till namnet (Bokenäs syftar dock på ett mindre näs)[källa behövs]. Norr om Bokenäset finns Stångenäset och mellan dessa näs ligger Gullmarsfjorden. Bokenäset är känt för sin rika natur, bland annat Havstensklippan och fina dykvatten. 